# Carrera al centro de la Tierra
Carrera al centro de la Tierra (en inglés: Race to the Center of the Earth) es un reality estadounidense que se estrenó el 29 de marzo de 2021. El programa fue creado por Elise Doganieri y Bertram van Munster, quienes previamente habían creado el reality The Amazing Race, el cual sirvió de inspiración.
El reality consta de 4 equipos (de 3 aventureros cada uno) que corren hacia "el centro de la Tierra". Los 4 equipos comienzan en diferentes rincones de la Tierra y todos corren a lo largo de rutas designadas hasta una boya en el medio del océano, que designa el centro de la Tierra. No hay eliminaciones, pero el primer equipo en alcanzar la boya gana y se reparte el premio de un millón de dólares que lo acompaña.

## Producción
El 14 de mayo de 2019, National Geographic Networks ordenó la creación de un nuevo show, titulado Carrera al centro de la Tierra, que involucró a 4 equipos de 3 compitiendo desde diferentes lugares del mundo y corriendo hacia una boya singular en la mitad del Océano Pacífico. Geoff Daniels, vicepresidente ejecutivo de entretenimiento sin guion de National Geographic Networks, declaró: "A diferencia de otros formatos de competencia, Carrera al centro de la Tierra combinará la crudeza de un programa de supervivencia con el estilo cinematográfico de un largometraje de acción y suspenso que atrae a los espectadores en medio de un viaje conmovedor que no se parece a nada que se haya hecho para la televisión". El casting para la serie comenzó en junio de 2019, y la filmación comenzó y terminó en octubre, y solo tomó dos semanas y media para terminar. Durante una entrevista en enero de 2020, la cocreadora Elise Doganieri explicó que las rutas para cada equipo fueron meticulosamente planeadas y probadas para que fueran iguales y justas. Según Bertram van Munster, el equipo de producción probó cada ruta tres veces para garantizar la equidad. La primera temporada se estrenó el 29 de marzo de 2021 y la temporada se lanzó en su totalidad en Disney+ el 14 de mayo de 2021 durante la semana de su final.

## Participantes
| Nombres individuales | Nombre del equipo        | Relación              | Ciudad de procedencia | Lugar de inicio          | Lugar de finalización | Referencia |
| -------------------- | ------------------------ | --------------------- | --------------------- | ------------------------ | --------------------- | ---------- |
| Dave Bacon           | Equipo América del Norte | Compañeros de trabajo | Denver, Colorado      | Tadoussac, Canadá        | Vancouver, Canadá     | [ 13 ]     |
| Paul Montague Jr.    | Equipo América del Norte | Compañeros de trabajo | Denver, Colorado      | Tadoussac, Canadá        | Vancouver, Canadá     | [ 13 ]     |
| Mindy Murphy         | Equipo América del Norte | Compañeros de trabajo | Denver, Colorado      | Tadoussac, Canadá        | Vancouver, Canadá     | [ 13 ]     |
| Jeremy Conkling      | Equipo Rusia             | Oficiales de policía  | Anchorage, Alaska     | Irkutsk, Rusia           | Vladivostok, Rusia    | [ 14 ]     |
| Angelina Fraize      | Equipo Rusia             | Oficiales de policía  | Anchorage, Alaska     | Irkutsk, Rusia           | Vladivostok, Rusia    | [ 14 ]     |
| Christopher Nelson   | Equipo Rusia             | Oficiales de policía  | Anchorage, Alaska     | Irkutsk, Rusia           | Vladivostok, Rusia    | [ 14 ]     |
| Autumn Fryer         | Equipo América del Sur   | Amigos escaladores    | San Diego, California | Ushuaia, Argentina       | Antofagasta, Chile    | [ 15 ]     |
| Jon Irwin            | Equipo América del Sur   | Amigos escaladores    | San Diego, California | Ushuaia, Argentina       | Antofagasta, Chile    | [ 15 ]     |
| Sierra Knott         | Equipo América del Sur   | Amigos escaladores    | San Diego, California | Ushuaia, Argentina       | Antofagasta, Chile    | [ 15 ]     |
| James Batey          | Equipo Sureste de Asia   | Profesores            | Seattle, Washington   | Paso Mã Pí Lèng, Vietnam | Singapur              | [ 16 ]     |
| Marilina Kim         | Equipo Sureste de Asia   | Profesores            | Seattle, Washington   | Paso Mã Pí Lèng, Vietnam | Singapur              | [ 16 ]     |
| Jay Wyatt            | Equipo Sureste de Asia   | Profesores            | Seattle, Washington   | Paso Mã Pí Lèng, Vietnam | Singapur              | [ 16 ]     |

1. ↑  Debido a disturbios en Chile, el equipo América del Sur no pudo avanzar por 2 días y fue evacuado de Chile antes de llegar a Antofagasta. Como compensación, el puntaje promedio del equipo de los 11 días que avanzó fue añadido a cada uno de los días en que no pudo avanzar.

## Resultados
Cada día, los equipos reciben un tiempo de ritmo predeterminado para pasar por una serie de puntos de referencia hasta llegar al punto de referencia final. Si terminaban al menos 30 minutos antes del tiempo de ritmo, recibirían 2 puntos. Si llegaban dentro de los 30 minutos del tiempo del ritmo, recibirían 1 punto. Si terminaban por detrás del tiempo de ritmo, recibirían 0 puntos. Si se quedaban tan atrás que fueran sacados del lugar por razones de seguridad, perderían un punto. Los puntajes determinarían la ubicación inicial de los equipos en la etapa final con el equipo con mayor puntaje en la pole position.
| Equipo                   | Etapa 1 | Etapa 1 | Etapa 1 | Etapa 1 | Etapa 1 | Etapa 1 | Etapa 1 | Etapa 1 | Etapa 1 | Etapa 1 | Etapa 1 | Etapa 1 | Etapa 1 | Etapa 1       | Etapa 2            | Etapa 2                   | Etapa 2        |
| Equipo                   | 1       | 2       | 3       | 4       | 5       | 6       | 7       | 8       | 9       | 10      | 11      | 12      | 13      | Puntaje total | Posición al inicio | Posición a mitad de etapa | Posición final |
| ------------------------ | ------- | ------- | ------- | ------- | ------- | ------- | ------- | ------- | ------- | ------- | ------- | ------- | ------- | ------------- | ------------------ | ------------------------- | -------------- |
| Equipo Sureste de Asia   | 1       | 2       | 0       | 2       | 2       | 1       | 2       | 2       | 1       | 0       | 1       | 2       | 2       | 18            | 2°                 | 1°                        | 1°             |
| Equipo América del Norte | 2       | 2       | 0       | 1       | 1       | 0       | 2       | 1       | 2       | 2       | 2       | 1       | 2       | 18            | 2°                 | 2°                        | 2°             |
| Equipo Rusia             | 1       | 2       | 1       | 2       | 1       | 2       | 1       | 2       | 1       | 2       | 1       | 1       | 2       | 19            | 1°                 | 3°                        | 3°             |
| Equipo América del Sur   | –1      | 2       | 0       | 2       | 2       | 0       | 2       | 2       | 1       | 2       | 1.27    | 2       | 1.27    | 16.54         | 3°                 | 4°                        | 4°             |

1. ↑  Debido a disturbios en Chile, el equipo América del Sur no pudo avanzar por 2 días y fue evacuado de Chile antes de llegar a Antofagasta. Como compensación, el puntaje promedio del equipo de los 11 días que avanzó fue añadido a cada uno de los días en que no pudo avanzar.

## Episodios
| N.º en serie | N.º en temp. | Título                                                  | Fecha de emisión original |
| --- | ------------ | ------------------------------------------------------- | ------------------------- |
| 1 | 1            | «Hit the Ground Running (Arrancar a toda velocidad)»    | 29 de marzo de 2021       |
| Etapa 1 Día 1 - El Equipo América del Norte tuvo que viajar en barco por el río Saguenay hasta Cap Trinité, donde tuvieron que completar una escalada de 3 etapas hasta la mitad del acantilado hasta el último punto de ruta en la cornisa del árbol. Terminaron antes del tiempo de ritmo. - El Equipo Rusia tuvo que cargar bicicletas en un camión, que las llevaría a un bosque de taiga. Luego, tuvieron que ir en bicicleta a un UAZ-452 y cruzar un río hasta el último punto de ruta en una yurta de Buriatia a orillas del lago Baikal. Terminaron dentro de los 30 minutos del tiempo de ritmo. - El Equipo América del Sur tuvo que caminar a través de condiciones de ventisca hasta una camioneta, conducir hasta el cabo San Pablo, cruzar el río San Pablo a pie hasta otro vehículo junto al naufragio del Desdemona, cruzar la frontera entre Argentina y Chile y luego tomar un ferry al último punto de ruta en el faro de Punta Delgada, Chile. Se quedaron tan atrás que fueron desviados del curso por razones de seguridad en el cruce fronterizo. - El Equipo Sureste de Asia tuvo que caminar por el paso Mã Pí Lèng hasta un sendero para bicicletas, subir en bicicleta hasta la parada de autobús Heaven's Gate, tomar un autobús con sus bicicletas hasta Hà Giang y luego andar en bicicleta hasta el último punto de ruta en una granja de arroz en las orillas del río Lô. Terminaron dentro de los 30 minutos del tiempo de ritmo. Día 2 - El Equipo América del Norte tuvo que continuar su ascenso por Cap Trinité, que incluyó un salto de una pared rocosa a otra, hasta el último punto de ruta en la línea de árboles. Terminaron antes del tiempo de ritmo. - El Equipo Rusia tuvo que continuar conduciendo hasta un ferry que los llevaría a la isla de Olkhon, donde tuvieron que andar en bicicletas de montaña y caballos hasta el último punto de ruta en una estación meteorológica. Terminaron antes del tiempo de ritmo. - El Equipo América del Sur tuvo que conducir una camioneta hasta el parque nacional Torres del Paine (Chile) y luego caminar hasta el último punto de ruta en una estancia. Terminaron antes del tiempo de ritmo. - El Equipo Sureste de Asia tuvo que abordar un hidroavión que los llevaría a la bahía de Ha Long. Allí, viajaron en bote motorizado hasta un pueblo flotante, desde donde tuvieron que remar en un sampán hasta el último punto de ruta a bordo de un junco. Terminaron antes del tiempo de ritmo. |              |                                                         |                           |
| 2 | 2            | «Back Breaker (Rompedor de espalda)»                    | 5 de abril de 2021        |
| Día 3 - El Equipo América del Norte tuvo que abordar un hidroavión en la ciudad de Quebec que los llevaría a Kenora y luego transportar una canoa hasta el último punto de ruta en el campamento de Wreck Lake. Terminaron por detrás del tiempo de ritmo. - El Equipo Rusia tuvo que hacer rápel y caminar por un acantilado hasta una playa desde la que tuvieron que navegar en kayak hasta el último punto de ruta en un bote de transporte. Terminaron dentro de los 30 minutos del tiempo de ritmo. - El Equipo América del Sur tuvo que conducir hasta el lago Argentino, pasar en kayak por el glaciar Perito Moreno y viajar en autobús hasta el último punto de referencia. Terminaron por detrás del tiempo de ritmo. - El Equipo Sureste de Asia tuvo que remar en un sampán hasta una playa, nadar en un bote de pesca que los llevaría a la parada de autobús de la isla de Cát Bà, abordar un autobús a Ninh Binh y tomar un taxi hasta el último punto de ruta en una granja. Terminaron por detrás del tiempo de ritmo. Día 4 - El Equipo América del Norte tuvo que continuar su transporte hasta el último punto de ruta en un camión azul en lo alto de un acantilado, que los llevaría a Winnipeg. Terminaron dentro de los 30 minutos del tiempo de ritmo. - El Equipo Rusia tuvo que navegar en kayak por el lago Baikal y conducir un Lada hasta el último punto de ruta en una cabaña. Terminaron antes del tiempo de ritmo. - El Equipo América del Sur tuvo que caminar y atravesar una vía ferrata hasta el glaciar Cagliero hasta el último punto de referencia en un campamento. Terminaron antes del tiempo de ritmo. - El Equipo Sureste de Asia tuvo que conducir un jeep a través de la provincia de Thanh Hóa y tomar un autobús a través de la frontera entre Laos y Vietnam hasta el último punto de ruta en una casa de huéspedes. Terminaron antes del tiempo de ritmo. |              |                                                         |                           |
| 3 | 3            | «The Going Gets Tough (Las cosas se ponen difíciles)»   | 12 de abril de 2021       |
| Día 5 - El Equipo América del Norte tuvo que conducir desde Winnipeg hasta el Parque Provincial de Dinosaurios y caminar hasta el último punto de ruta en un campamento. Terminaron dentro de los 30 minutos del tiempo de ritmo. - El Equipo Rusia tuvo que conducir hasta la estación de trenes de Novy Uoyan y abordar un tren de la línea ferroviaria Baikal-Amur hasta el último punto de ruta en una casa de familia en Kuanda. Terminaron dentro de los 30 minutos del tiempo de ritmo. - El Equipo América del Sur tuvo que atravesar el desierto patagónico hasta el último punto de ruta en Las Horquetas. Terminaron antes del tiempo de ritmo. - El Equipo Sureste de Asia tuvo que viajar en un minibús por carreteras sinuosas hasta el último punto de ruta en Nong Khiaw. Terminaron antes del tiempo de ritmo. Día 6 - El Equipo América del Norte tuvo que cruzar el río Red Deer en balsas inflables, llevar las balsas a través de un pantano hasta un 4x4 y luego conducir hasta el último punto de referencia en un campamento en Bragg Creek. Terminaron por detrás del tiempo de ritmo. - El Equipo Rusia tuvo que conducir hasta un campamento evenki y llevar una manada de renos al último punto de ruta en un tipi en Chara Sands. Terminaron antes del tiempo de ritmo. - El Equipo América del Sur tuvo que continuar su viaje a través del desierto patagónico hasta el último punto de ruta en un hotel. Terminaron por detrás del tiempo de ritmo. - El Equipo Sureste de Asia tuvo que remar en un bote por el Mekong hasta el último punto de ruta en un restaurante en Luang Prabang. Terminaron dentro de los 30 minutos del tiempo de ritmo. |              |                                                         |                           |
| 4 | 4            | «A Marathon Of Pain (Un maratón de dolor)»              | 19 de abril de 2021       |
| Día 7 Al comienzo del día, los GPS de los equipos publicaron la Gran Revelación con la lista de los equipos, sus ubicaciones y sus posiciones. - El Equipo América del Norte tuvo que ir en bicicleta al río Kananaskis y luego navegar en balsa hasta el último punto de ruta en una reserva del pueblo indígena nakoda. Terminaron antes del tiempo de ritmo. - El Equipo Rusia tuvo que cruzar Chara Sands hasta un vehículo anfibio GAZ que los llevaría a Chara, donde tuvieron que abordar un autobús hasta el último punto de ruta en la estación de tren Novaya Chara. Terminaron dentro de los 30 minutos del tiempo de ritmo. - El Equipo América del Sur tuvo que tomar un ferry para cruzar el río Limay, hacer rápel por un acantilado y luego caminar a través del parque nacional Nahuel Huapi hasta el último punto de ruta en Lago Frías. Terminaron antes del tiempo de ritmo. - El Equipo Sureste de Asia tuvo que viajar en barco fluvial hasta el último punto de ruta en el área de descanso en Pakbeng. Terminaron antes del tiempo de ritmo. Día 8 - El Equipo América del Norte tuvo que atravesar una vía ferrata para llegar a la cima del monte Norquay y luego descender la montaña para llegar a un vehículo de transporte que podían conducir hasta su punto de ruta final en un albergue. Terminaron dentro de los 30 minutos del tiempo de ritmo. - El Equipo Rusia tuvo que viajar en tren a Tynda y luego viajar a pie hasta el último punto de referencia en el mercado de la ciudad. Terminaron antes del tiempo de ritmo. - El Equipo América del Sur tuvo que remar en canoa a través del Lago Frías y luego cruzar en bicicleta la frontera entre Argentina y Chile hasta el último punto de ruta en Peulla, Chile. Terminaron antes del tiempo de ritmo. - El Equipo Sureste de Asia tuvo que viajar a través de la frontera entre Laos y Tailandia y luego navegar en balsa por el río Nam Wa hasta el último punto de ruta en un campamento. Terminaron antes del tiempo de ritmo. |              |                                                         |                           |
| 5 | 5            | «Down To The Wire (Hasta el alambre)»                   | 26 de abril de 2021       |
| Día 9 - El Equipo América del Norte tuvo que viajar al monte Athabasca y luego caminar hasta el último punto de referencia en un campamento en la cima. Terminaron antes del tiempo de ritmo. - El Equipo Rusia tuvo que viajar en tren hasta el último punto de referencia en la estación de tren de Jabárovsk. Terminaron dentro de los 30 minutos del tiempo de ritmo. - El Equipo América del Sur tuvo que viajar en helicóptero hasta la cima del volcán Osorno, descender a la base y navegar en balsa por el río Petrohué hasta el último punto de ruta en una cabaña fluvial. Terminaron dentro de los 30 minutos del tiempo de ritmo. - El Equipo Sureste de Asia tuvo que viajar en avión a Bangkok y luego viajar en un tuk-tuk por las calles congestionadas de la ciudad hasta el último punto de referencia en la estación de tren de Bangkok. Terminaron dentro de los 30 minutos del tiempo de ritmo. Día 10 - El Equipo América del Norte tuvo que descender por el monte Athabasca hasta un vehículo recreativo que tuvieron que conducir hasta el último punto de ruta en un albergue de caribúes en Clinton, Columbia Británica. Terminaron antes del tiempo de ritmo. - El Equipo Rusia tuvo que conducir hasta el río Bikin, viajar en bote a lo largo del río hasta un santuario del tigre siberiano y luego caminar por el parque nacional Bikin hasta el último punto de ruta en un campamento del pueblo udege. Terminaron antes del tiempo de ritmo. - El Equipo América del Sur tuvo que viajar en camioneta y moto de nieve hasta el último punto de ruta en Villarrica. Terminaron antes del tiempo de ritmo. - El Equipo Sureste de Asia tuvo que viajar en tren, autobús y bote de cola larga a Krabi, escalar Thaiwand Wall, atravesar una cueva, hacer rápel y luego navegar en kayak hasta el último punto de ruta en Railay Beach. Terminaron por detrás del tiempo de ritmo. Día 11 - El Equipo Rusia comenzó el día remando en canoa por el Bikin para llegar a un helicóptero Mil Mi-8 que los volaría sobre el Sikhote-Alin hasta el monte Lysaya antes de caminar hasta el último punto de ruta en un campamento. - El Equipo América del Sur tenía que viajar en avión desde Santiago a San Pedro de Atacama, pero fue evacuado de la ciudad debido a protestas en el país. |              |                                                         |                           |
| 6 | 6            | «The Final Push (El empujón final)»                     | 3 de mayo de 2021         |
| Día 11 - El Equipo América del Norte tuvo que montar a caballo a través del Parque Provincial Edge Hills hasta el río Fraser antes de viajar en lancha motora hasta el último punto de ruta en Lillooet. Terminaron antes del tiempo de ritmo. - El Equipo Rusia continuó viajando hasta el último punto de ruta en un campamento. Terminaron dentro de los 30 minutos del tiempo de ritmo. - El Equipo América del Sur fue conducido a un punto seguro en San Alfonso en las afueras de Santiago debido a los disturbios civiles en la ciudad. - El Equipo Sureste de Asia fue llevado a la frontera entre Malasia y Tailandia, desde donde tuvo que conducir hasta el último punto de ruta en Concubine Lane en Ipoh. Terminaron dentro de los 30 minutos del tiempo de ritmo. Día 12 - El Equipo América del Norte tuvo que conducir vehículos todo terreno a través de Squamish, Columbia Británica y luego caminar hasta el último punto de referencia. Terminaron dentro de los 30 minutos del tiempo de ritmo. - El Equipo Rusia tuvo que viajar en tren a la estación de tren de Podstantsia en Ekaterinovka, atravesar una vía ferrata hasta la cima de un acantilado, conducir hasta un paseo marítimo y luego remar en una balsa hasta el último punto de ruta en un barco. Terminaron dentro de los 30 minutos del tiempo de ritmo. - El Equipo América del Sur tuvo que montar a caballo hasta el último punto de ruta en un campamento en San José de Maipo. Terminaron antes del tiempo de ritmo. Luego, el equipo fue evacuado de Chile por razones de seguridad, terminando la Etapa 1 antes de tiempo. Para cada uno de los dos días perdidos, el puntaje promedio del equipo durante los 11 días se agregó a su puntaje total. - El Equipo Sureste de Asia tuvo que conducir hasta las montañas Titiwangsa, caminar a través de una densa selva tropical y luego conducir hasta el último punto de ruta en el Oriental Heritage en Kuala Lumpur. Terminaron antes del tiempo de ritmo. Día 13 - El Equipo América del Norte tuvo que hacer rápel por Monmouth Falls y luego bajar en balsa por el río Squamish hasta un bote inflable rígido que los llevaría a su punto de ruta final debajo del puente Burrard en Vancouver. Terminaron antes del tiempo de ritmo. - El Equipo Rusia tuvo que navegar hasta el último punto de ruta debajo del puente Zolotoy en Vladivostok. Terminaron antes del tiempo de ritmo. - El Equipo Sureste de Asia tuvo que viajar en autobús a Singapur y luego en bicicleta desde Marina Barrage hasta el último punto de ruta en Jewel Changi Airport (un complejo comercial y de entretenimiento dentro del Aeropuerto Changi. Terminaron antes del tiempo de ritmo. |              |                                                         |                           |
| 7 | 7            | «A Million Bucks Or Bust (Un millón de dólares o nada)» | 10 de mayo de 2021        |
| Etapa 2 Día 1 Después de llegar a Maui, los equipos comenzaron la segunda etapa en intervalos de 10 minutos según sus puntajes de los 13 días anteriores. Al salir de la playa de Maalaea, los equipos tuvieron que remar en canoas con estabilizadores a través de la bahía de Māʻalaea hasta un laberinto. Después de andar en bicicleta por el laberinto en bicicletas eléctricas, los equipos tuvieron que cargar sus bicicletas en un camión y trepar por una cuerda anudada hasta la cima de una cascada. Luego, los equipos serían conducidos hasta la cima del Haleakalā antes de bajar en bicicleta hasta la base del volcán y continuar por una carretera hasta un campamento al final del día. Día 2 Después de volar a la Isla Grande de Hawái, los equipos tuvieron que ir en bicicleta desde el aeropuerto de Waimea-Kohala cuesta arriba hasta un helicóptero que los llevaría al canal de Kohala. Allí, los equipos tuvieron que hacer bodyboard hasta el final del canal y hacer rapel por las cataratas Kulaniapia. Después de saltar del Puente Puueo, los equipos tuvieron que navegar en kayak hasta una boya en Hilo Bay (cerca de Hilo) con el premio de un millón de dólares. El Equipo Sureste de Asia ganó la prueba. |              |                                                         |                           |